# حسین الشویش
حسین الشویش (انگلیسی: Hussain Al-Showaish؛ زادهٔ ۱ نوامبر ۱۹۸۹) یک ورزشکار اهل عربستان سعودی است.
از باشگاه‌هایی که در آن بازی کرده‌است می‌توان به باشگاه فوتبال النصر عربستان سعودی، باشگاه فوتبال هجر عربستان سعودی، و باشگاه فوتبال الرائد عربستان سعودی، باشگاه فوتبال هجر عربستان سعودی، و باشگاه فوتبال الرائد عربستان سعودی اشاره کرد.